# ديف بروس
ديف بروس هو لاعب هوكي الجليد كندي، ولد في 11 يناير 1949 في تورونتو في كندا.

## وصلات خارجية
- ديف بروس على موقع دوري الهوكي الوطني (الإنجليزية)
- ديف بروس على موقع قاعة مشاهير الهوكي (لاعب أن.إتش.أل) (الإنجليزية)
- ديف بروس على موقع EliteProspects.com (الإنجليزية)
- ديف بروس على موقع HockeyDB.com (الإنجليزية)
- ديف بروس على موقع Hockey-Reference.com (الإنجليزية)